# Trichopsychoda binodata
Trichopsychoda binodata är en tvåvingeart som beskrevs av Quate 1967. Trichopsychoda binodata ingår i släktet Trichopsychoda och familjen fjärilsmyggor. Inga underarter finns listade i Catalogue of Life.